# Lynx (webböngésző)
A Lynx szöveges webböngésző, ami kurzorral címezhető szöveges terminálokon fut, és széleskörűen konfigurálható.

## Működése
A Lynxszel úgy történik a böngészés, hogy a kurzornyilakkal lehet mozogni a hivatkozások között, illetve a hivatkozások sorszámmal vannak ellátva, és be kell ütni a kívánt sorszámot. Az újabb verziók támogatják az SSL-t és sok HTML-funkciót. A táblázatokkal szóközökkel formázza, a kereteket névvel azonosítja, és úgy böngészhetők, mintha különálló oldalak lennének. A Lynx nem tudja megjeleníteni az oldalak nem szöveges összetevőit, mint a képek vagy a videók, de képes arra, hogy elindítsa hozzájuk a megfelelő megjelenítő programot, egy képnézegetőt vagy egy videolejátszót.
Mivel a beszédszintetizáló szoftverek könnyen értelmezik a felhasználói felületét, a Lynx egykor népszerű volt a látássérült felhasználók körében, de a jobb képernyőolvasó programok már nem teszik szükségessé használatát. A Lynx egyik felhasználási területe a régebbi böngészőkkel való kompatibilitás ellenőrzése.
A Lynx máig megtalálható sok Unix-termékben és Linux-disztribúcióban; különösen jól használható dokumentáció olvasására vagy fájlok letöltésére, ha csak szöveges megjelenítési lehetőség áll rendelkezésre. Szintén jól használható, ha egy távoli rendszerterminálon van szükség webböngészésre. Szöveges megjelenítési felülete és kora ellenére még mindig hatékonyan használható a modern web böngészésére, köztük olyan interaktív feladatokra, mint akár a Wikipédia szerkesztése. A szöveges módú böngészés előnyei akkor a legnyilvánvalóbbak, ha alacsony sávszélességet használunk, vagy olyan régi hardvert, ami lassan jelenítené meg a képi tartalmakkal teli oldalakat.

## Adatvédelem
Mivel a Lynx nem támogatja a grafikus tartalmakat, a felhasználók után kémkedő ún. web bugokat sem tölti le, ahogy a webmailben megjelenített HTML-levelek ilyen web bugjait sem– bár vannak webmail-szolgáltatások, ahol ki lehet kapcsolni a képek automatikus megjelenítését, és a legtöbb grafikus webböngésző is lehetővé teszi a képmegjelenítés letiltását.
A Lynx támogatja a HTTP-sütiket, ami szintén alkalmas a felhasználók nyomon követésére, de nem támogatja a JavaScriptet, így a JavaScript-sütiket sem, amikre szükség van néhány weboldal helyes működéséhez. Ahogy a legtöbb böngészőben, a Lynxben is letiltható a HTTP-sütik támogatása. A Lynx támogatja még a böngészési előzményeket és az oldalak gyorsítótárazását is.

## Története
A Lynxet a Kansasi Egyetem  Academic Computing Services részlegének elosztott számításokkal foglalkozó csoportja fejlesztette ki; a hypertext-böngészőt eredetileg 1992-ben egyetemisták egy csoportja (Lou Montulli, Michael Grobe és Charles Rezac) a campuson belüli információterjesztésre alkotta meg, a Campus-Wide Information Server keretében, a Gopher protokoll felhasználásával. A bétaváltozat elérhetőségét 1992. július 22-én jelentették be a Useneten. 1993-ban Montulli Internet-interfésszel látta el a programot, és megjelentette a 2.0 verziót.
Garrett Blythe 1994 áprilisában adta ki a DosLynx-et és csatlakozott a Lynx csapatához. Foteos Macrides a Lynx VMS-re való portolásának nagy részét elvégezte, és a karbantartási munkákat is vezette egy ideig. 1995-ben a Lynxet GNU General Public License licenc alá helyezték, azóta a Thomas Dickey vezette önkéntesek tartják karban.

## Platformok és funkciók
A kezdetben Unix és VMS alá fejlesztett böngésző jelenleg Linux alatt is az egyik népszerű szöveges böngészőprogram. Elérhetők DOS alatti változatok, de az újabb kiadások futnak az összes Microsoft Windows-verzión és Mac OS X alatt is. Átültették a „klasszikus” Macintoshra is MacLynx néven (System 7 és későbbi rendszerekre). BeOS, MINIX, QNX, AmigaOS és OS/2 (Lynx/2 néven) alatt szintén hozzáférhető.
A Lynx a libwww programkönyvtáron alapul, így számos kommunikációs protokollt ismer: ezek a Gopher, HTTP, HTTPS, FTP, WAIS és NNTP.

## Fordítás
- Ez a szócikk részben vagy egészben a Lynx (web browser) című angol Wikipédia-szócikk ezen változatának fordításán alapul.  Az eredeti cikk szerkesztőit annak laptörténete sorolja fel. Ez a jelzés csupán a megfogalmazás eredetét és a szerzői jogokat jelzi, nem szolgál a cikkben szereplő információk forrásmegjelöléseként.